# Bursa (miasto)

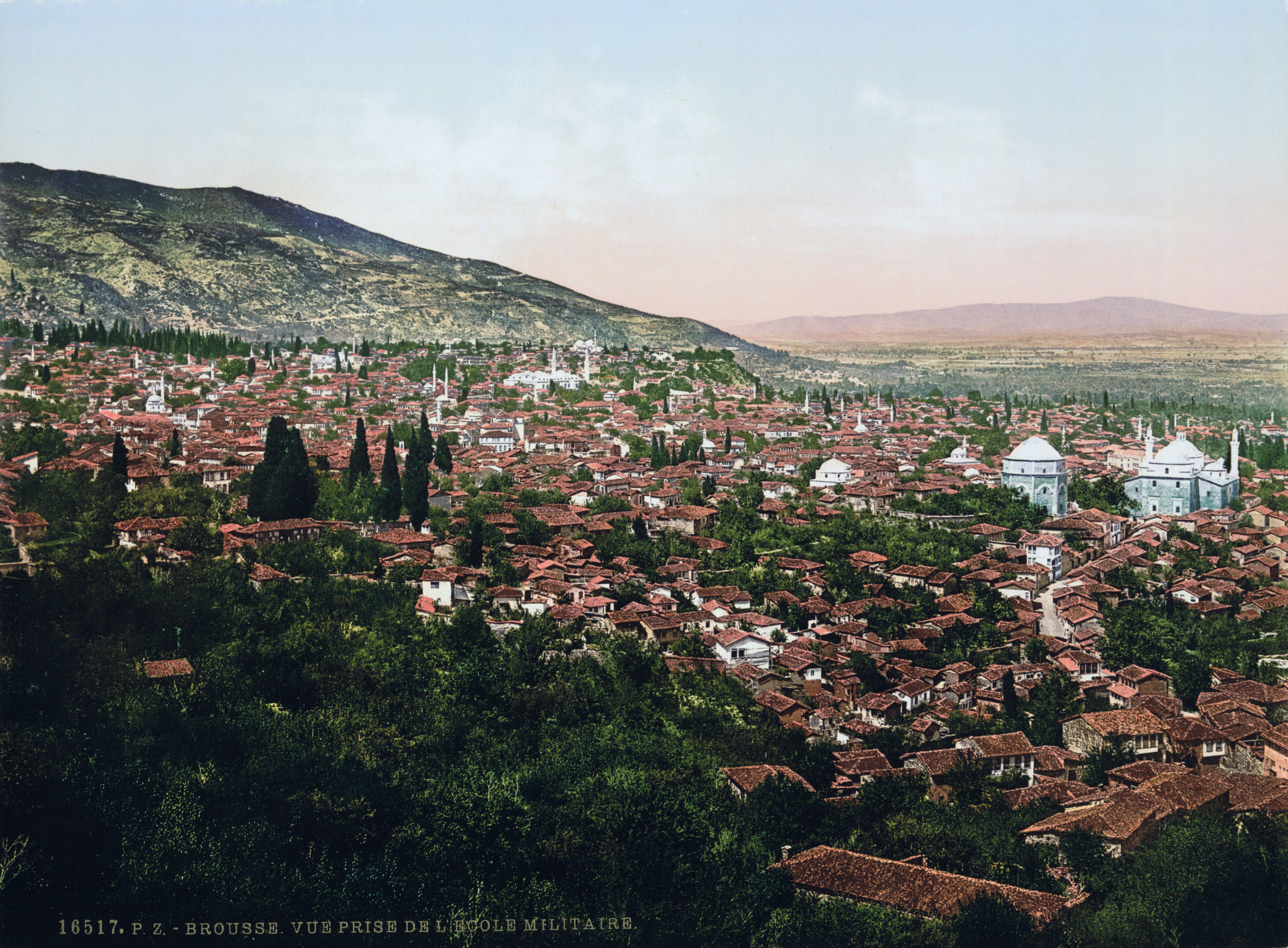
Widok Bursy z końca XIX wieku

Bursa (gr. Προύσα, łac. Prusa, Prussa, dawniej Brusa, Brussa) – miasto w północno-zachodniej Turcji, w starożytnej krainie Bitynii, ośrodek administracyjny prowincji (ilu) Bursa. 
Położone w odległości 25 km od wybrzeża Morza Marmara, u podnóża góry Uludağ, zwanej dawniej bityńskim Olimpem. Pierwsza stolica Imperium Osmańskiego, obecnie czwarte pod względem wielkości miasto Turcji. W 2014 roku Bursa wraz z pobliską miejscowością Cumalıkızık została wpisana na listę światowego dziedzictwa UNESCO.
Miasto jest ważnym ośrodkiem handlu, przemysłu i kultury. Tradycyjnie znane ze swoich wyrobów odzieżowych (głównie jedwabnych), dziś rozwinięty jest tu również przemysł samochodowy i maszynowy, chemiczny, obuwniczy i spożywczy. Siedziba Uniwersytetu Uludağ, muzeów (m.in. Muzeum Archeologiczne), a także ośrodek turystyczny: na stokach góry Uludağ uprawia się sporty zimowe, a dzielnice, w których znajdują się gorące źródła siarkowe i żelaziste posiadają status uzdrowiska.

## Historia
Miasto zostało założone w okolicach greckiej kolonii Kios w końcu III wieku p.n.e. przez króla Bitynii Prusjasza I pod nazwą Prusa i stało się jednym z ważniejszych miast królestwa, a przez długi czas jego stolicą. Wykopaliska archeologiczne jednak wskazują, że już wcześniej istniała w tym miejscu osada (odkryto ślady osadnictwa z okresu 5000-3500 lat p.n.e.). Miasto rozwinęło się w okresie przynależności do cesarstwa rzymskiego, a następnie do Bizancjum, gdy stworzono warunki do handlu jedwabiem. Miało tam swoją stolicę biskupstwo. W 1075 Prusa została zajęta przez Seldżuków, a w 1096 odzyskana przez chrześcijan po I wyprawie krzyżowej. W następstwie zdobycia Konstantynopola przez krzyżowców miasto weszło w skład Cesarstwa Nicei, a po odzyskaniu stolicy w 1261 roku – ponownie w skład Cesarstwa Bizantyjskiego. W 1308 roku zdołało jeszcze odeprzeć tureckie oblężenie, lecz 6 kwietnia 1326, po niemal dziesięcioletnim oblężeniu, Prusa została zdobyta przez Osmanów i stała się pierwszą stolicą powstającego Imperium Osmańskiego. W roku 1402, po najeździe wojsk Timura, stolicę przeniesiono do Adrianopola. Ponowny szybki rozwój miasta rozpoczął się w latach 60. XX wieku.

## Zabytki
Zabytki znajdują się są głównie w starej dzielnicy miasta. W Bursie znajdują się zabytkowe meczety – Zielony Meczet (Yeşil Camii) z 1413 roku, meczet Bajazyda (Yıldırım Bayezid Camii) z 1399 i Wielki Meczet (Ulu Camii) oraz średniowieczne miejsca handlu – jedwabny bazar (Koza Han) i Emir Han. W mieście znajdują się także liczne mauzolea grobowe.

## Sport
Poza licznymi obiektami sportów zimowych w mieście znajduje się także kilka stadionów piłkarskich. Najbardziej utytułowanym zespołem jest Bursaspor (grający obecnie w pierwszej lidze tureckiej).

## Miasta partnerskie
- Darmstadt, Niemcy
- Sarajewo, Bośnia i Hercegowina
- Multan, Pakistan
- Oulu, Finlandia
- Tiffin, USA
- Kairuan, Tunezja
- Denizli, Turcja
- Nikozja, Cypr Północny
- Anshan, ChRL
- Bitola, Macedonia Północna
- Herclijja, Izrael
- Ceadîr-Lunga, Mołdawia
- Kyzył Orda, Kazachstan
- Muaskar, Algieria
- Kulmbach, Niemcy
- Plewen, Bułgaria
- Płowdiw, Bułgaria
- Tirana, Albania
- Koszyce, Słowacja
- Winnica, Ukraina

## Galeria

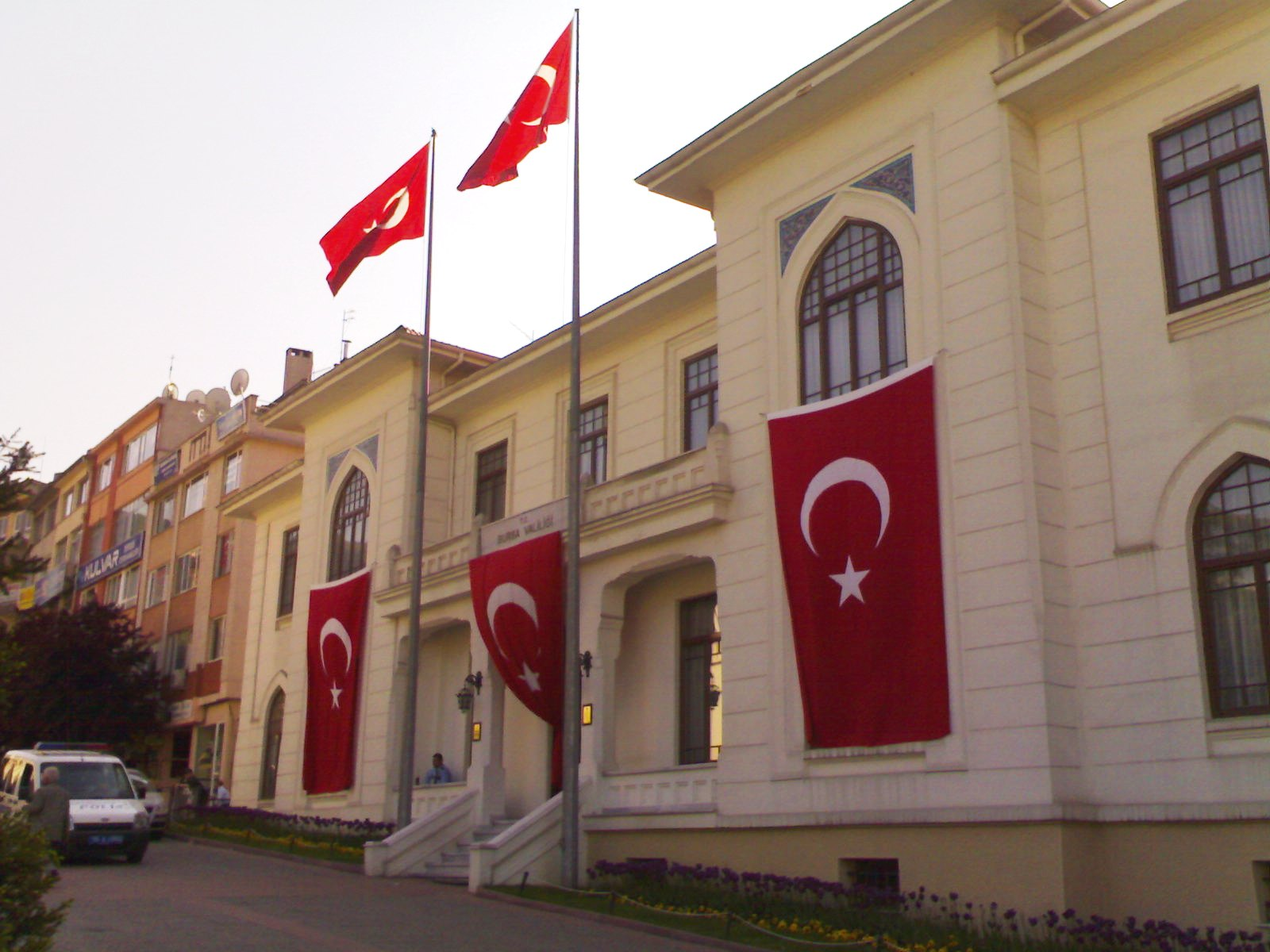
Siedziba władz prowincji
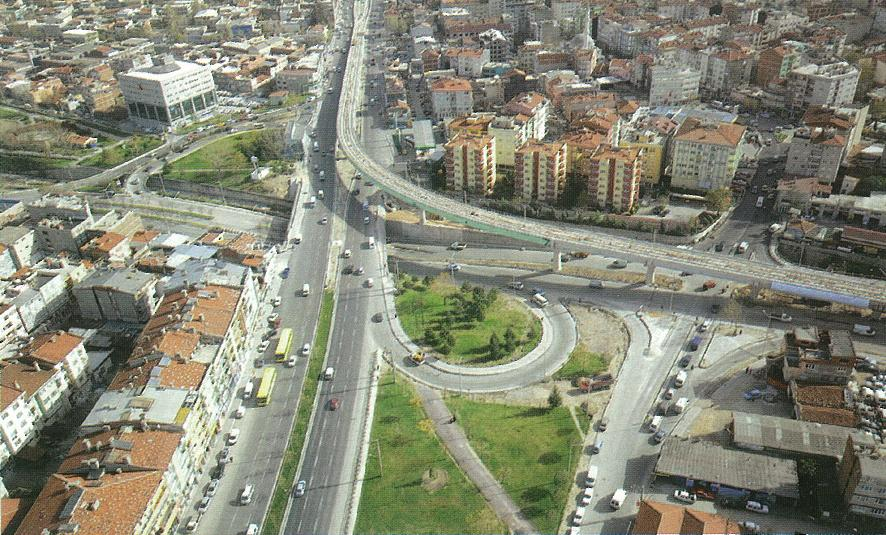
Fragment miasta z lotu ptaka
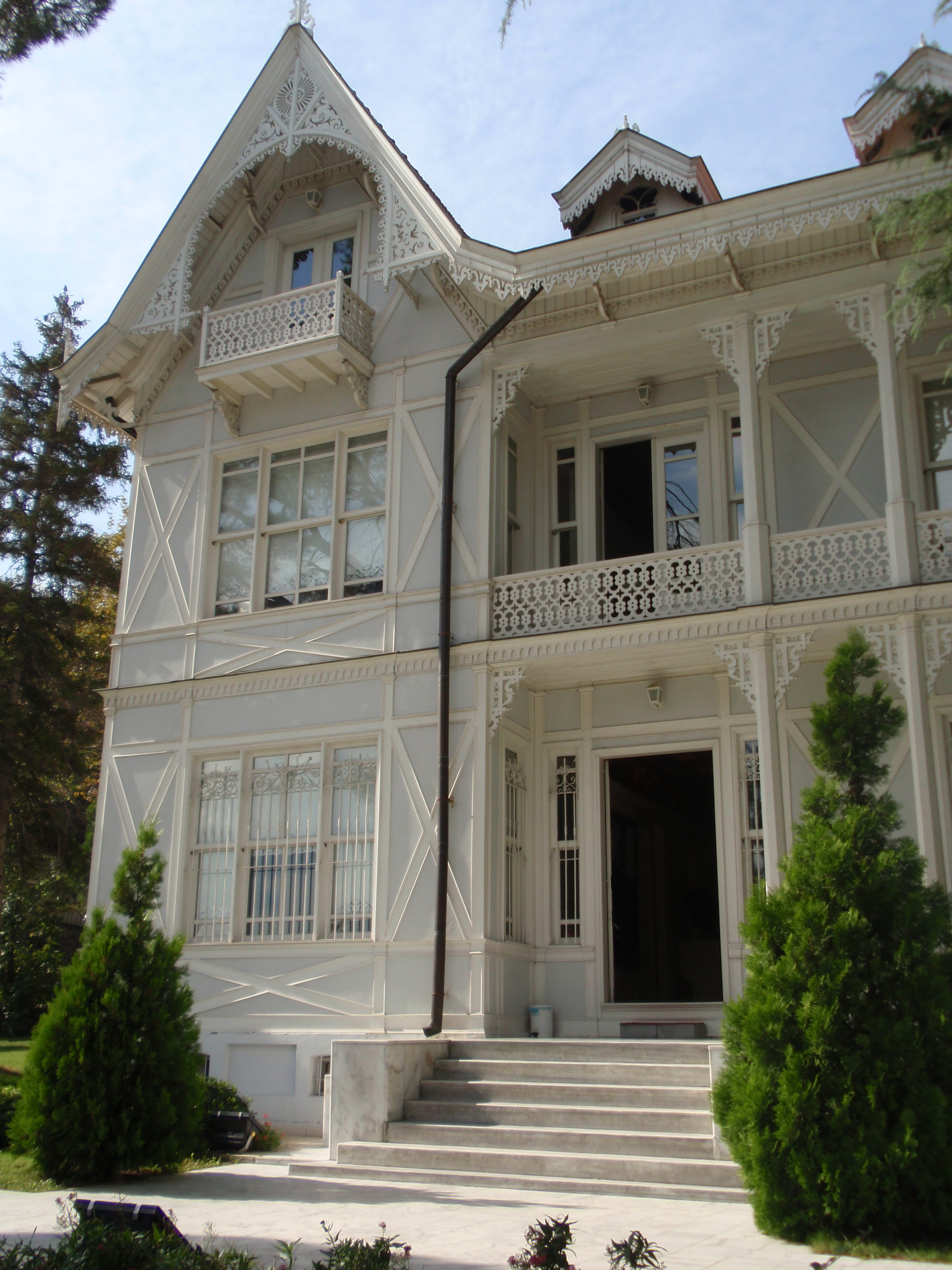
Muzeum Atatürka
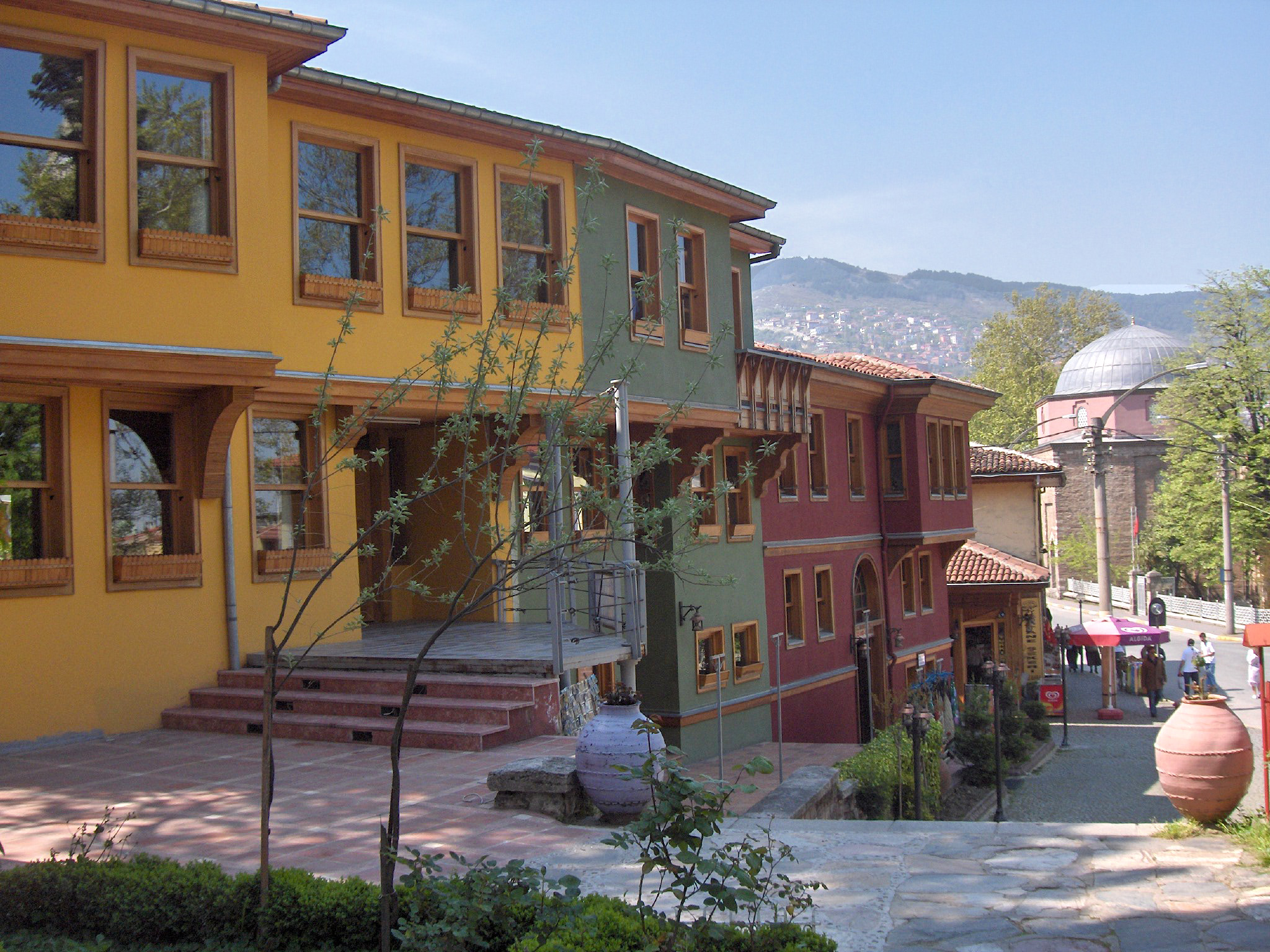
Osmańska zabudowa w alei Republiki (Cumhuriyet caddesi)
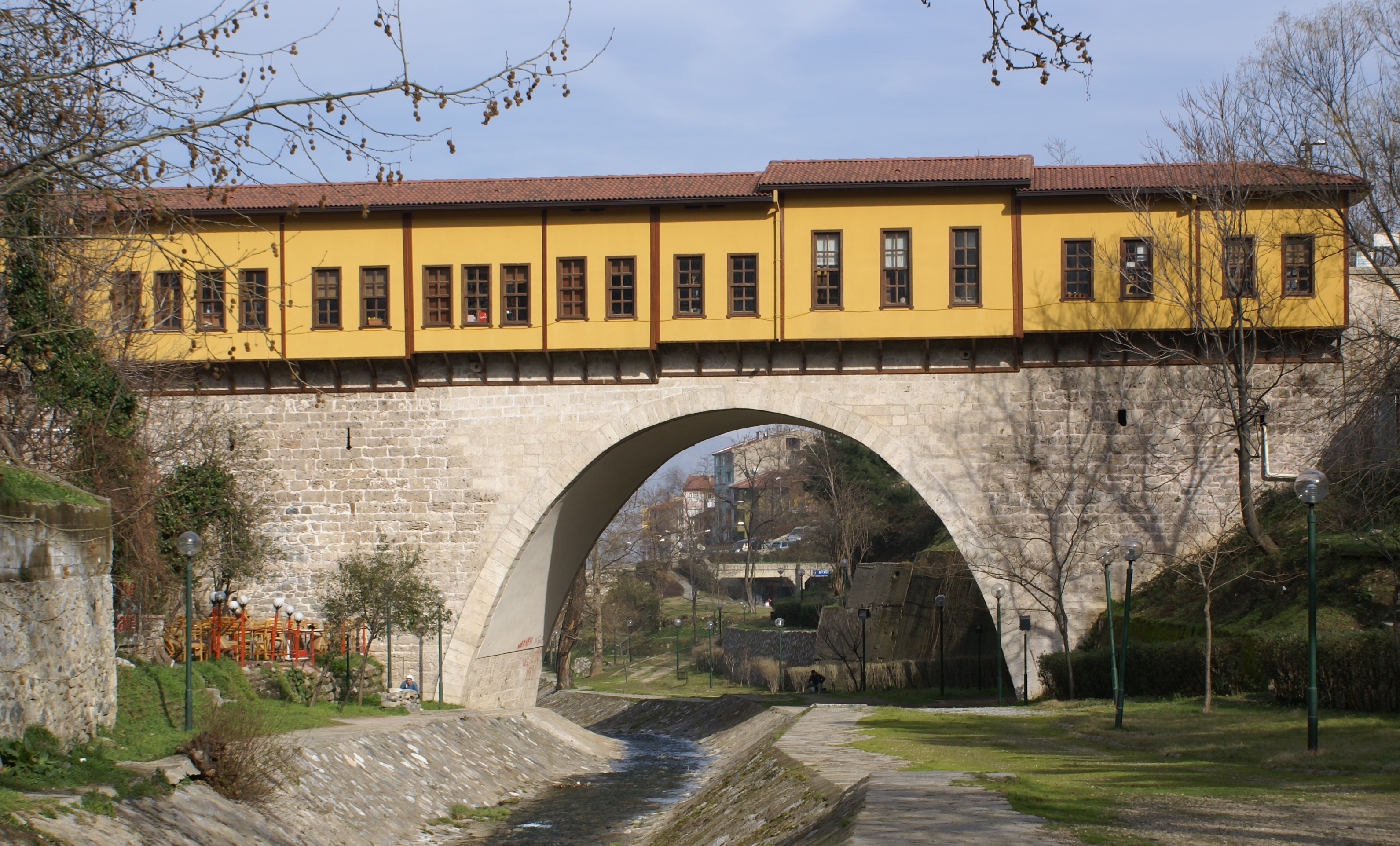
Kryty most handlowy (Irgandı köprüsü)
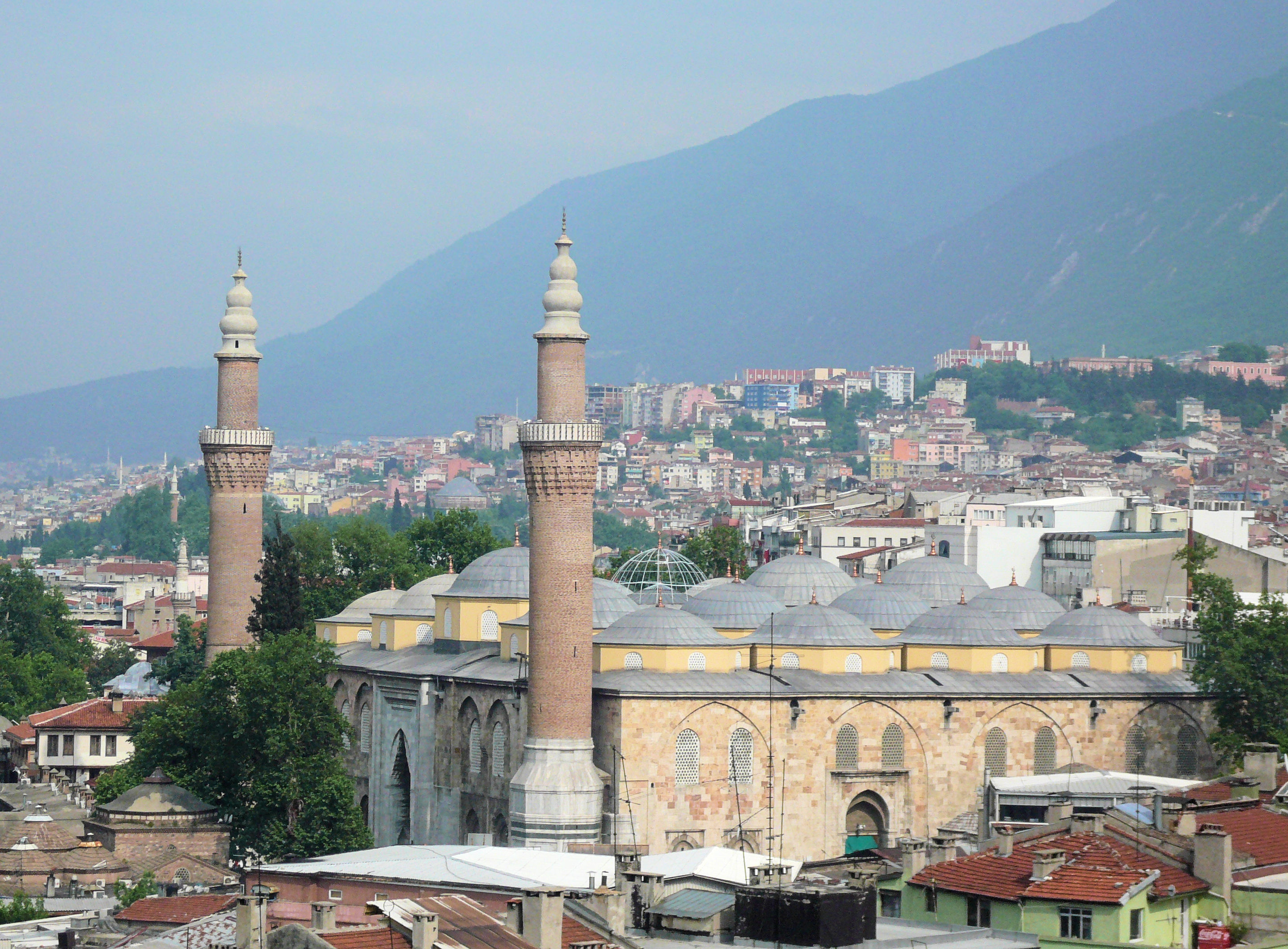
Wielki Meczet (Ulu cami)
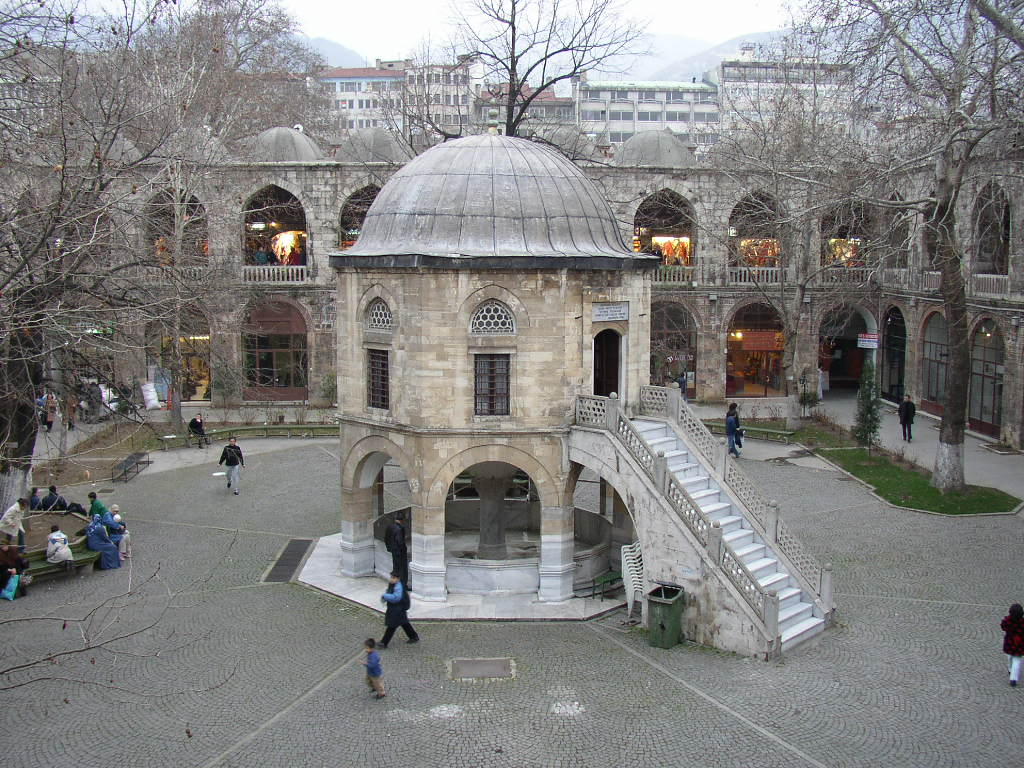
Mały meczet na Bazarze Jedwabnym (Koza han)
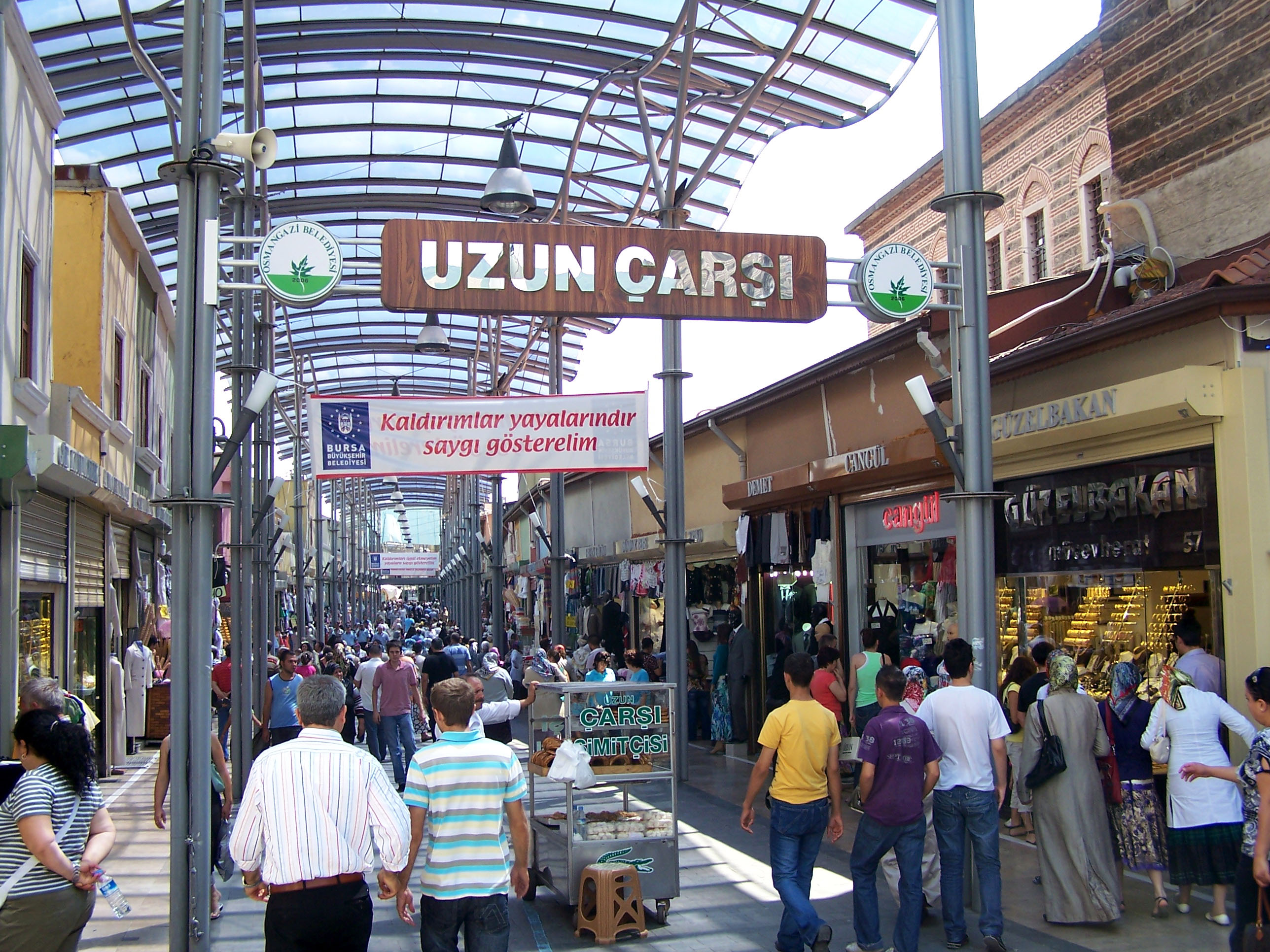
Długi Bazar (Uzun çarşı)
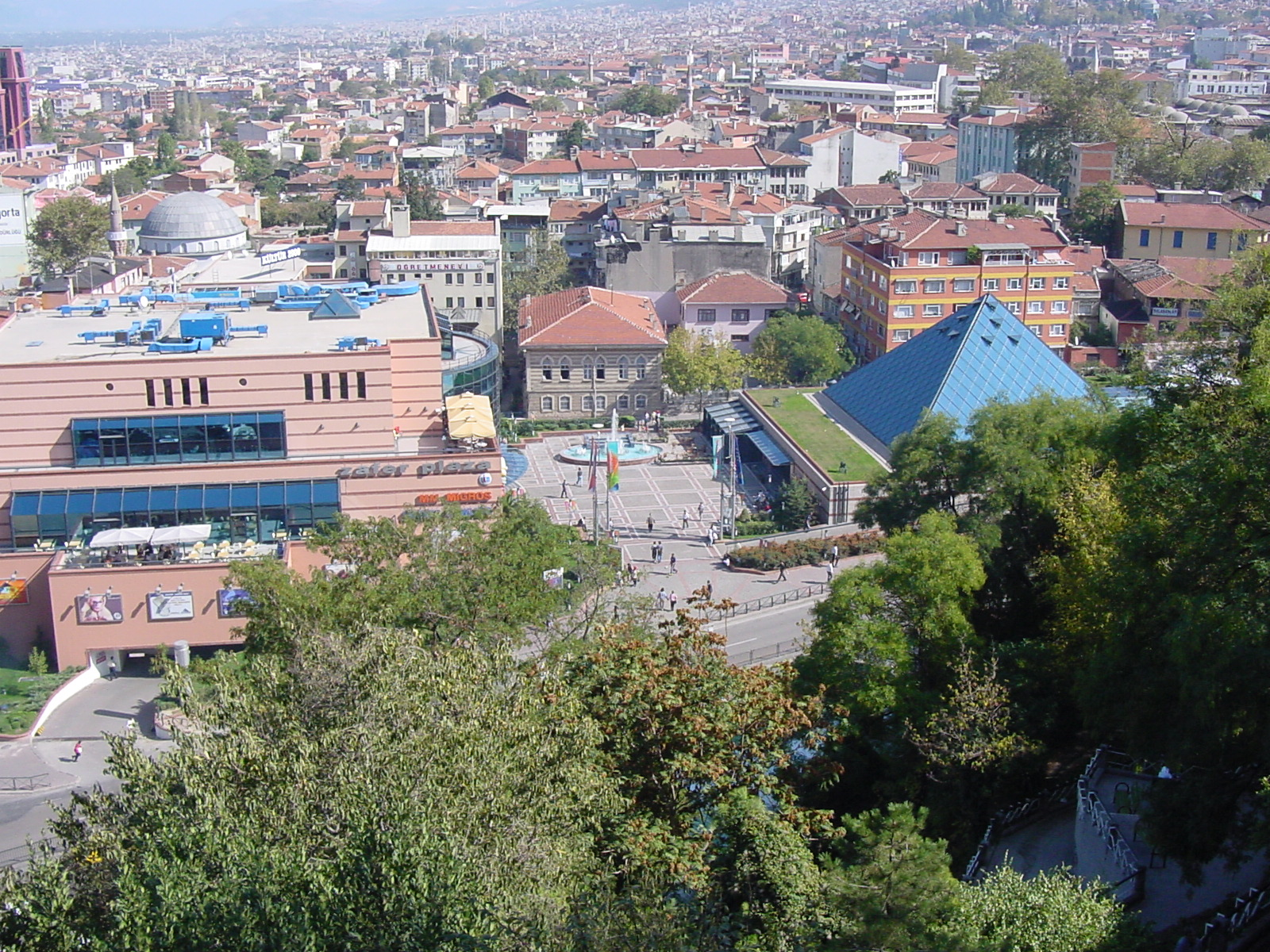
Okolice Zafer Plaza z piramidalnym centrum handlowym
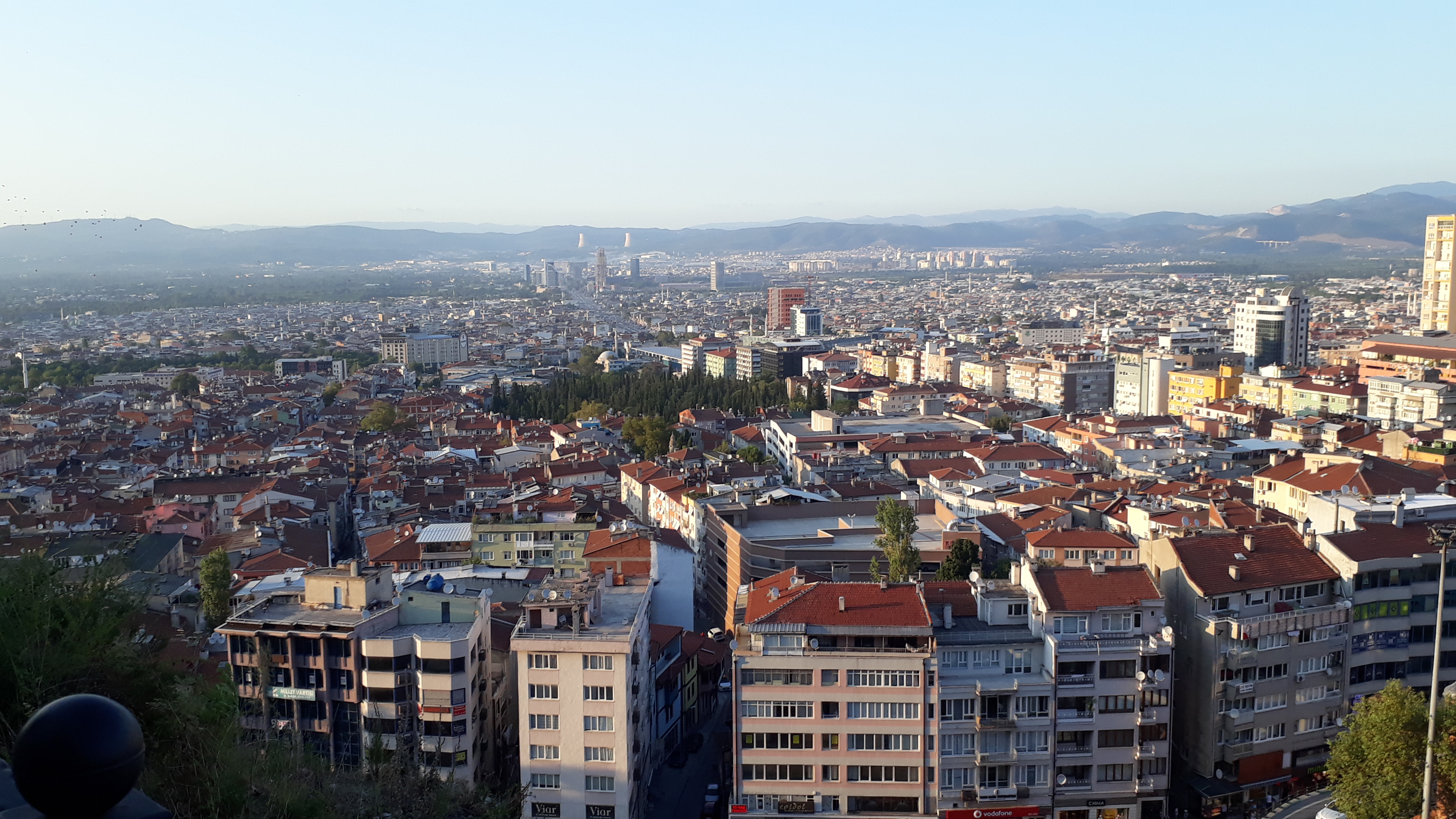
Panorama miasta z dzielnicy Osmangazi